# Cancerilla tubulata
Cancerilla tubulata is een eenoogkreeftjessoort uit de familie van de Cancerillidae. De wetenschappelijke naam van de soort is voor het eerst geldig gepubliceerd in 1851 door Dalyell.